# Seseli tortuosum
Seseli tortuosum är en flockblommig växtart som beskrevs av John Sibthorp och James Edward Smith. Seseli tortuosum ingår i släktet säfferötter, och familjen flockblommiga växter. Utöver nominatformen finns också underarten S. t. kiabii.